# 지창훈
지창훈(智昌薰, 1953년 ~ )은 대한항공 대표이사 사장을 지낸 대한민국의 기업인이다.

## 생애
1953년 서울특별시에서 태어나 서울대학교 교육학과를 졸업하고 1977년 대한항공에 입사했다. 호주 시드니지점장과 미국 샌프란시스코지점장 등을 거치며 글로벌 감각을 익혔고, 여객노선영업부를 담당하며 실전 경험을 쌓았다. 이후 서울여객지점장에 이어 화물사업본부장을 맡으며 항공사업의 양날개인 여객과 화물 분야를 두루 섭렵했다. 2008년 전무가 된 지 1년 만에 부사장으로 초고속 승진했다. 다시 해외에서 중국지역본부장직을 수행하던 2010년 대한항공 대표이사가 되었다.
대한항공에서 오너 일가를 제외하고 50대 사장이 나온 것은 지창훈 사장이 처음이다. 항공영업 전반을 두루 거친 경험을 바탕으로 업무 장악력이 뛰어나고, 시장의 변화에 대한 빠른 판단과 유연한 대처로 안정적 운영을 이끌어낸다는 평가를 받고 있다.
조양호 한진그룹 회장의 장남인 조원태 부사장과 조현아 전 부사장이 경영 전면에 나서던 시기 대한항공 사장자리에 올라 세대교체의 상징으로 통한다. 대한항공 핵심사업인 나보이 물류거점 프로젝트를 진두지휘했으며 이 과정에서 능력을 검증받았다.
최고운영책임자(COO)가 된 지창훈 사장은 교육학사 출신답게 이론이 뒷받침된 과감한 경영행보를 펼치고 있는 것으로 평가된다. 그의 좌우명은 뜻을 세우고 중간에 포기하는 일 없이 밀고 나가면 성공을 이루게 된다는 ‘유지경성(有志竟成)’이다.

## 학력
- 1971년 경복고등학교 졸업
- 1977년 서울대학교 교육학과 졸업

## 경력
- 1977년 대한항공 입사
- 대한항공 시드니지점 지점장
- 대한항공 샌프란시스코지점 지점장
- 대한항공 여객노선영업부담당 상무
- 대한항공 서울여객지점 지점장
- 2008년 1월 대한항공 화물사업본부 본부장, 부사장
- 대한항공 중국지역본부 본부장
- 2010년 1월 ~ 2017년 : 대한항공 대표이사 총괄사장
- 2010년 6월 : 한국 우즈베키스탄 민간경제협력위원회 위원장
- 2010년 3월 : 국가브랜드위원회 글로벌시민분과 위원
- 2010년 대한상공회의소 관광산업위원회 위원장
- 2010년 12월 ~ : 한국개인정보보호협의회 부회장
- 서울상공회의소 비상근부회장
- 2017년 ~ (주)S.M.엔터테인먼트 사외이사

## 수상
- 2009년 제46회 무역의날 대통령표창
- 2012 포춘 코리아 한국경제를 움직이는 인물 글로벌경영부문
- 2013 대한민국 경제리더 대상